# Anoropallene valida
Anoropallene valida är en havsspindelart som först beskrevs av Haswell, W.A. 1884.  Anoropallene valida ingår i släktet Anoropallene och familjen Callipallenidae. Inga underarter finns listade i Catalogue of Life.